# Gianfranco Goberti
Gianfranco Goberti (Ferrara, 19 novembre 1939 – Ferrara, 22 gennaio 2023) è stato un pittore italiano.

## Biografia
Attivo nella città natale, fu insegnante e in seguito preside al Liceo artistico Dosso Dossi.  La carriera espositiva lo portò a partecipare a numerose mostre in Italia, in Spagna e a Bruxelles. Espose inoltre nel 1965-66 alla IX Quadriennale nazionale d'arte di Roma. Nel 2003 è presente alla mostra collettiva Venere svelata. La Venere di Urbino di Tiziano tenutasi presso il Palais des Beaux-Arts di Bruxelles (11/10/2003-11/01/2004) realizzata per ripercorrere il mito di Venere attraverso varie opere di artisti italiani e stranieri, da Giorgione a Tiziano, da Goya a Modigliani. A Roma nel 2014, nel trentesimo anniversario della morte di Enrico Berlinguer, Goberti partecipò con una sua opera alla collettiva Berlinguer e lo sguardo degli artisti allestita presso il complesso di Vicolo Valdina.

## Produzione pittorica
Dopo una prima adesione giovanile, negli anni sessanta, alla pittura informale, Goberti sviluppò nel decennio successivo una produzione più orientata all'astrattismo e ai canoni dell'op art. Gli anni ottanta e novanta, al contrario, registrarono un deciso ritorno alla figurazione, portata anche ad estremi iperrealisti: i soggetti prediletti di Goberti in quei decenni erano primissimi piani, ingrandimenti e dettagli di corde, nodi, tessuti, abiti e perfino capelli, a creare dei «blow up che rasentano l'horror vacui».
Alcune sue opere sono conservate nella raccolta comunale di Ferrara, al MAGI '900 - Museo delle eccellenze artistiche e storiche di Pieve di Cento. Una sua opera, che cita un affresco quattrocentesco del Palazzo Schifanoia, fa oggi parte della pinacoteca del museo civico di Voghiera. Sue opere sono presenti nella collezione permanente dell’Assemblea legislativa della Regione Emilia-Romagna a Bologna. Nell’ambito del progetto triennale promosso dalla Direzione Regionale Musei Emilia-Romagna, Assicoop Modena & Ferrara e Legacoop Estense, Goberti espone nel Museo di Casa Romei (Ferrara; 25 Marzo-30 Giugno 2022) la mostra intitolata “Sintonie. Goberti 2022”.